# Casimir Lewenhaupt den yngre
För riksdagsmannen Casimir Lewenhaupt (1827-1905) se Casimir Lewenhaupt, för militären Casimir Lewenhaupt (1843-1894) se Casimir Lewenhaupt den äldre.
Casimir Wierich Charles Emil Lewenhaupt, född 9 augusti 1874 på Malma gård, i Siende härad, död 1958, var en svensk militär.
Lewenhaupt avlade mogenhetsexamen i Västerås 1892 och blev volontär vid första livgrenadjärregementet samma år. Han blev sergeant 1893 innan han samma år blev elev vid krigsskolan. Han utexaminerades 1894 och blev samma år underlöjtnant vid andra livgrenadjärregementet och löjtnant där 1898. Lewenhaupt genomgick krigshögskolan 1898–1900. Han var andre regementsadjutant 1900–1902 och adjutant vid II arméfördelningens stab 1903–1905. Han blev kapten vid andra livgrenadjärregementet 1907 och  brigadkvartermästare vid tredje infanteribrigaden 1916 och  major i armén 1916. Han var major vid norra skånska infanteriregementet 1916 och överstelöjtnant vid Jämtlands fältjägarregemente 1923-1929 och fick där överstelöjtnants avsked. Han blev  överste i armén och överste i IV militärområdets reserv 1929. 
Han var son till militären och godsägaren Ludvig Johan Casimir Lewenhaupt (1843-1894) och Märta Amalia Lewenhaupt (1843-1891) som var dotter till majoren Charles Emil Lewenhaupt (1797-1871). Han var från 1901 gift med Hedvig Louise Amalia Hamilton (1880-1945) som var dotter till godsägaren Adolf Gustaf Wathier Hamilton (1839-1889). Paret fick tre barn där sonen Greger Lewenhaupt (1902-1998) blev advokat.